# La casa misteriosa lassù nella nebbia
La casa misteriosa lassù nella nebbia (The Strange High House in the Mist) è un racconto horror dello scrittore statunitense Howard Phillips Lovecraft. Scritto nel 1926, fu pubblicato per la prima volta nell'ottobre del 1931 sulla rivista Weird Tales. 
Ritornano in questa storia la cittadina di Kingsport e il "Terribile Vecchio" dell'omonimo racconto.

## Trama
Arrivato a Kingsport con la famiglia, Thomas Olney è subito incuriosito da un'antica casa edificata sopra un picco a strapiombo sul mare. Nessun abitante del luogo vi si è mai recato, neppure il Terribile Vecchio, che però conosce molti aneddoti sulla piccola costruzione grigia avvolta dalla nebbia. Thomas Olney decide allora di raggiungerla da solo e di incontrare il suo misterioso occupante, un uomo barbuto che pare vi abiti da interi secoli. Quando Olney farà ritorno dal suo viaggio qualcosa dentro di lui sarà cambiato per sempre.